# Cuda się zdarzają
Cuda się zdarzają (hindi: चमत्कार / Chamatkar, urdu چمتکار) – indyjski komediodramat z elementami musicalu i fantastyki  z 1992 roku w reżyserii Rajiva Mehry. W rolach głównych wystąpili Shah Rukh Khan i Naseeruddin Shah. Zdjęcia kręcono w Mumbaju.

## Fabuła
Naiwny, rozbrajająco szczery Sunder Srivastava (Shah Rukh Khan) jest nauczycielem wiejskim w Jawaharpur. Uczy dzieci pod gołym niebem w cieniu drzew. Jego marzeniem jest spełnić wolę ojca budując we wsi prawdziwą szkołę. Brakuje mu jednak na to pieniędzy, więc gdy jego przyjaciel z dzieciństwa Prem odwiedziwszy go opowiada, ile może zarobić jako nauczyciel w Dubaju, Sundar decyduje się na wyjazd. Po drodze jeszcze w Bombaju, gdzie ma się spotkać z Premem, zostaje podwójnie oszukany. Zamiast Prema czeka na niego list z przeprosinami. Pieniądze, które Sundar pożyczył na ich wspólną podróż, Prem postanowił zużyć na swój start w Dubaju. Ponadto zbyt ufny Sundar zostaje okradziony z bagażu i pieniędzy. Włócząc się bez celu trafia na stary cmentarz chrześcijański. Przysiada na czyimś grobie i przepraszając właściciela za naruszenie spokoju żali mu się na swój los. Nie spodziewa się odpowiedzi, ale nagle ogarnia go przerażenie. Słyszy głos z ...grobu. Należy on do Amara Kumara (Naseeruddin Shah). Niegdyś znany jako Marco był on groźnym gangsterem, który z miłości do swojej żony Savitri Kaul stał się uczciwym człowiekiem. Ta zmiana przyczyniła się do jego śmierci. 20 lat temu zabił go jego własny podwładny Kunta. Bóg zapowiedział Marco, że wyzwoli go człowiek, który usłyszy jego głos. Głos człowieka umarłego. Tym człowiekiem okazał się Sunder. Stają się wspólnikami w zemście. Marco pomaga Sunderowi nie tylko uzyskać posadę trenera krykieta w college'u swego teścia, ale też zdobyć serce swojej córki Mali (Urmila Matondkar). Mala żyje pełna żalu w stosunku do ojca, przekonana, że porzucił rodzinę doprowadzając jej matkę do śmierci. Upewnia ją w tym zabójca ojca, który w jego imieniu nadal kieruje gangiem dokonując przestępstw na jego konto.

## Obsada
- Shah Rukh Khan – Sunder Srivastava
- Urmila Matondkar – Mala Kumar
- Shammi Kapoor – teść Marco
- Naseeruddin Shah – Amar Kumar inaczej Marco
- Deven Verma – inspektor P.K. Santh
- Ashutosh Gowariker – Monty
- Johnny Lever – komentator w krykiecie
- Arun Bakshi – Rajmehta
- Tinu Anand – Kunta
- Malvika Tiwari – Savitri (Żona Marco)
- Rakesh Bedi – Moti
- Mushtaq Khan – Conman
- Anjaan Srivastav – komisarz policji
- Anjana Mumtaz – Kaushalya Rajmehta